# Conventie van Ramsar
De Conventie van Ramsar, soms genoemd  Verdrag van Ramsar en Overeenkomst van Ramsar en voluit Overeenkomst inzake watergebieden van internationale betekenis, in het bijzonder als verblijfplaats voor watervogels (Convention on Wetlands of International Importance especially as Waterfowl Habitat) is een internationale overeenkomst inzake watergebieden (draslanden) die van internationale betekenis zijn, in het bijzonder als woongebied voor watervogels. De overeenkomst is genoemd naar de stad Ramsar in Iran, waar begin 1971 de "International Conference on Wetlands and Waterfowl" plaatsvond (internationale conferentie inzake draslanden en watervogels). Daar werd op 2 februari 1971 deze overeenkomst ondertekend. Het is de oudste internationale, multilaterale overeenkomst inzake milieubescherming.

## Overeenkomst
Het doel van deze overeenkomst is "het behoud en het oordeelkundig gebruik van alle watergebieden door middel van plaatselijke, regionale en nationale acties en internationale samenwerking, als bijdrage aan het tot stand komen van een duurzame ontwikkeling in de gehele wereld" (vrije vertaling van het "Mission Statement" van de Conventie van Ramsar).
De partijen die zich bij de overeenkomst hebben aangesloten, dienen onder meer watergebieden (Engels: wetlands) af te bakenen die van internationale betekenis zijn op ecologisch, botanisch, zoölogisch, limnologisch of hydrologisch vlak, waarbij het belang als habitat voor watervogels voorop staat. Deze gebieden worden meestal aangeduid als "Ramsargebieden".
De overeenkomst trad in werking op 21 december 1975. De tekst werd in 1982 (in Parijs) en in 1987 (in Regina, Saskatchewan, Canada) gewijzigd.
Het bureau van de Conventie van Ramsar bevindt zich in Gland (Zwitserland).
Om de drie jaar komen de aangesloten partijen bijeen in een "Conference of the Parties" (afgekort als COP); deze conferenties vonden plaats in:
- november 1980 in Cagliari (Italië) (COP 1)
- mei 1984 in Groningen (Nederland) (COP 2)
- mei/juni 1987 in Regina (Canada) (COP 3)
- juni/juli 1990 in Montreux (Zwitserland) (COP 4)
- juni 1993 in Kushiro (Japan) (COP 5)
- maart 1996 in Brisbane (Australië) (COP 6)
- mei 1999 in San José (Costa Rica) (COP 7)
- november 2002 in Valencia (Spanje) (COP 8)
- 2005 in Kampala (Oeganda) (COP 9)
- oktober-november 2008 in Changwon (Zuid-Korea) (COP 10)

## Status van de overeenkomst
Status per januari 2010:
- 159 aangesloten partijen
- 1883 aangeduide watergebieden

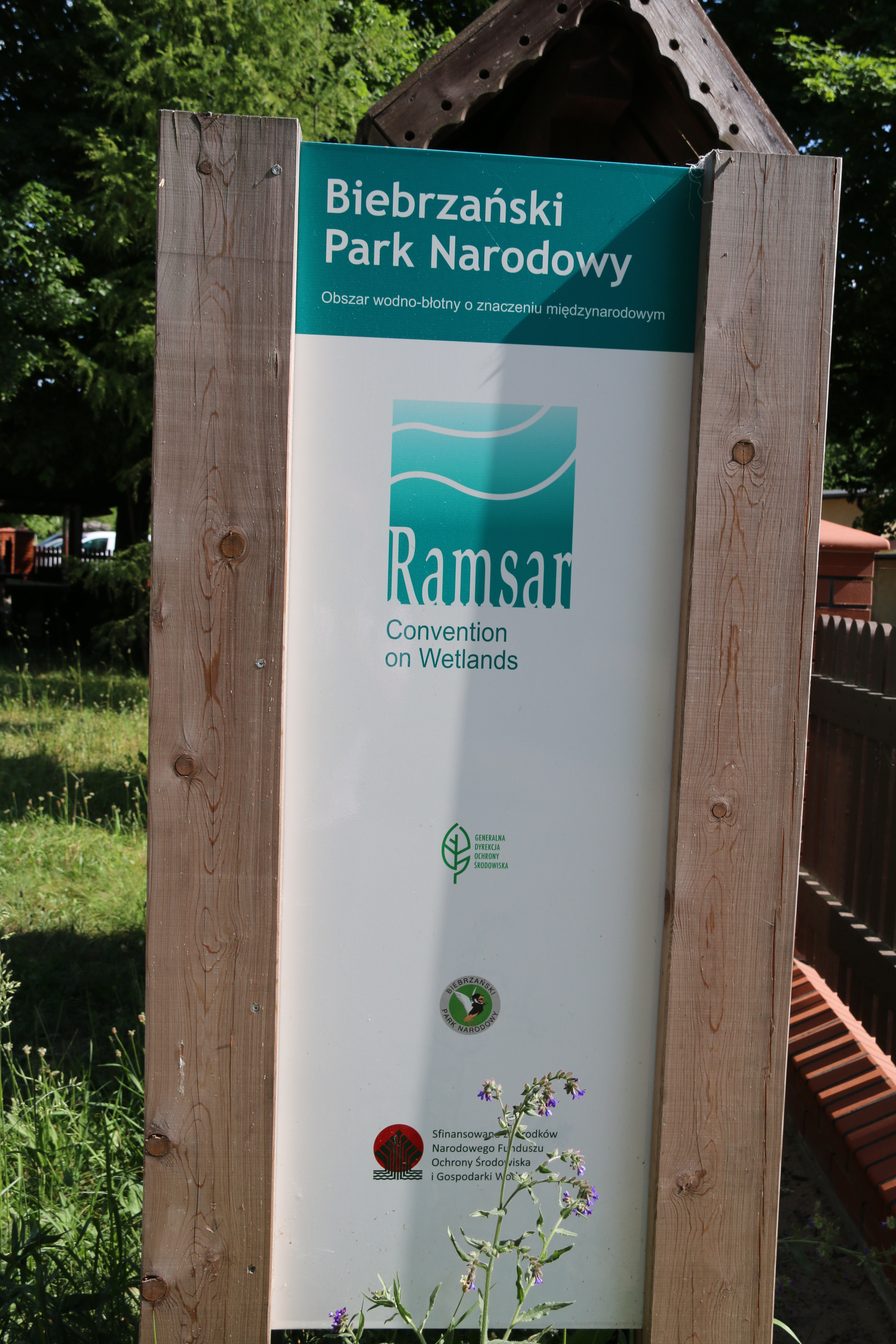
Ramsar-logo in Nationaal park Biebrza

- totale oppervlakte van de aangeduide gebieden: 185.134.911 hectare

Status per januari 2011:
- 160 aangesloten partijen
- 1912 aangeduide watergebieden
- totale oppervlakte van de aangeduide gebieden: 186.963.216 hectare

Status per januari 2022:
- 172 aangesloten partijen
- 2439 aangeduide watergebieden
- totale oppervlakte van de aangeduide gebieden: 254.657.646 hectare

## Ramsargebieden inBelgië
(bron: landeninformatie Conventie van Ramsar (RSIS))
| Naam                                       | Oppervlakte (ha) | Coördinaten      |
| ------------------------------------------ | ---------------- | ---------------- |
| Vlaamse Banken in de Noordzee              | 1900             | 51°10'N 002°44'E |
| De IJzerbroeken te Diksmuide en Lo-Reninge | 2360             | 50°59'N 002°51'E |
| Kalmthoutse Heide                          | 2200             | 51°23'N 004°28'E |
| Schorren van de Beneden-Schelde            | 420              | 51°20'N 004°15'E |
| Zwin                                       | 530              | 51°21'N 003°22'E |
| Grotte des Émotions                        | 3                | 50°24'N 005°34'E |
| Hoge Venen                                 | 6000             | 50°32'N 006°06'E |
| Moerassen van Harchies                     | 525              | 50°28'N 003°41'E |
| Vallée de la Haute-Sûre (1)                | 29.000           | 49°53'N 005°51'E |

(1) grensoverschrijdend gebied met het Groothertogdom Luxemburg

## Ramsargebieden inNederland
(bron: landeninformatie Conventie van Ramsar (RSIS))
| Naam                                                              | Provincie(s)                         | Oppervlakte (ha) | Coördinaten      |
| ----------------------------------------------------------------- | ------------------------------------ | ---------------- | ---------------- |
| Bargerveen                                                        | Drenthe                              | 2100             | 52°41'N 007°02'E |
| Boschplaat                                                        | Friesland                            | 4400             | 53°26'N 005°30'E |
| Broekvelden/Vettenbroek                                           | Zuid-Holland                         | 700              | 52°03'N 004°47'E |
| De Biesbosch (zuidelijk gedeelte)                                 | Noord-Brabant                        | 1700             | 51°45'N 004°48'E |
| De Deelen                                                         | Friesland                            | 520              | 53°02'N 005°55'E |
| De Oude Venen                                                     | Friesland                            | 2500             | 53°08'N 005°55'E |
| De Wieden                                                         | Overijssel                           | 9400             | 52°42'N 006°03'E |
| Deurnese Peel en andere Peelreservaten in Deurne                  | Noord-Brabant                        | 1450             | 51°25'N 005°52'E |
| Drontermeer                                                       | Overijssel, Gelderland, Flevoland    | 600              | 52°30'N 005°51'E |
| Engbertsdijksvenen                                                | Overijssel                           | 975              | 52°29'N 006°40'E |
| Fluessen / Vogelhoek / Morra                                      | Friesland                            | 2100             | 52°56'N 005°32'E |
| Grevelingen                                                       | Zuid-Holland, Zeeland                | 13.900           | 51°45'N 004°00'E |
| Griend                                                            | Friesland                            | 23               | 53°15'N 005°15'E |
| Groote Peel                                                       | Noord-Brabant                        | 900              | 51°20'N 005°49'E |
| Haringvliet                                                       | Zuid-Holland                         | 10.800           | 51°46'N 004°15'E |
| Hollands Diep                                                     | Zuid-Holland                         | 4050             | 51°42'N 004°30'E |
| IJmeer                                                            | Flevoland, Noord-Holland             | 7400             | 51°21'N 005°04'E |
| IJsselmeer                                                        | Friesland, Flevoland, Noord-Holland  | 108.000          | 52°45'N 005°27'E |
| Ketelmeer en Vossemeer                                            | Overijssel, Flevoland                | 3900             | 52°36'N 005°45'E |
| Krammer-Volkerak                                                  | Zeeland, Noord-Brabant, Zuid-Holland | 6450             | 51°38'N 004°17'E |
| Lauwersmeer                                                       | Groningen, Friesland                 | 5800             | 53°22'N 006°13'E |
| Leekstermeergebied                                                | Groningen, Drenthe                   | 1450             | 53°11'N 006°26'E |
| Markermeer                                                        | Flevoland, Noord-Holland             | 61.000           | 52°32'N 005°15'E |
| Naardermeer                                                       | Noord-Holland                        | 752              | 52°17'N 005°07'E |
| Oostelijke Vechtplassen                                           | Utrecht, Noord-Holland               | 4500             | 52°13'N 005°05'E |
| Oosterschelde & Markiezaatmeer                                    | Zeeland, Noord-Brabant               | 38.000           | 51°30'N 004°10'E |
| Oostvaardersplassen                                               | Flevoland                            | 5600             | 52°27'N 005°20'E |
| Oudegaasterbrekken                                                | Friesland                            | 850              | 52°59'N 005°31'E |
| Rottige Meenthe                                                   | Friesland                            | 1130             | 52°51'N 005°55'E |
| Sneekermeer, Goëngarijpsterpoelen, Terkaplesterpoelen en Akmarijp | Friesland                            | 2300             | 53°01'N 05°46'E  |
| Veerse Meer                                                       | Zeeland                              | 2575             | 51°32'N 003°44'E |
| Veluwemeer                                                        | Gelderland, Flevoland                | 3150             | 52°23'N 005°40'E |
| Voordelta                                                         | Zeeland, Zuid-Holland                | 90.000           | 51°43'N 003°35'E |
| Voornes Duin                                                      | Zuid-Holland                         | 1500             | 51°54'N 004°03'E |
| Waddeneilanden, Noordzeekustzone, Breehaart                       | Noord-Holland, Friesland, Groningen  | 135.000          | 53°26'N 005°47'E |
| Waddenzee                                                         | Groningen, Friesland, Noord-Holland  | 249.998          | 53°14'N 005°14'E |
| Weerribben                                                        | Overijssel                           | 3400             | 52°46'N 005°56'E |
| Westerschelde en Verdronken Land van Saeftinge                    | Zeeland                              | 19.500           | 51°23'N 003°50'E |
| Wolderwijd en Nuldernauw                                          | Gelderland, Flevoland                | 2600             | 52°21'N 005°35'E |
| Zoommeer                                                          | Noord-Brabant, Zeeland               | 1175             | 51°30'N 004°12'E |
| Zuidlaardermeergebied                                             | Groningen, Drenthe                   | 2100             | 53°08'N 006°41'E |
| Zwanenwater                                                       | Noord-Holland                        | 600              | 52°49'N 004°42'E |
| Zwarte Meer                                                       | Overijssel, Flevoland                | 2050             | 52°38'N 005°59'E |

### Nederlandse Antillen
| Naam                       | Eiland       | Oppervlakte (ha) | Coördinaten      |
| -------------------------- | ------------ | ---------------- | ---------------- |
| Spaans Lagoen              | Aruba        | 70               | 12°30'N 070°00'W |
| Slagbaai                   | Bonaire      | 90               | 12°16'N 068°25'W |
| Gotomeer                   | Bonaire      | 150              | 12°14'N 068°22'W |
| LacBaai                    | Bonaire      | 700              | 12°06'N 068°14'W |
| Pekelmeer                  | Bonaire      | 400              | 12°02'N 068°19'W |
| Klein Bonaire & nabije zee | Bonaire      | 601              | 12°10'N 068°19'W |
| Malpais/Sint Michiel       | Curaçao      | 1100             | 12°10'N 067°00'W |
| Muizenberg                 | Curaçao      | 65               | 12°10'N 068°55'W |
| Noordwest Curaçao          | Curaçao      | 2441             | 12°20'N 069°05'W |
| Rif Sint Marie             | Curaçao      | 667              | 12°12'N 069°03'W |
| Klein Curaçao & nabije zee | Curaçao      | 250              | 11°59'N 068°39'W |
| Mullet Pond                | Sint Maarten | 26               | 18°03'N 063°07'W |

## Ramsargebieden inSuriname
(bron: landeninformatie Conventie van Ramsar (RSIS))
| Naam             | Oppervlakte (ha) | Coördinaten    |
| ---------------- | ---------------- | -------------- |
| Coppenamemonding | 12.000           | 5°56'N 55°43'W |